# Гёринг, Фридрих Христофор Юстус
Фридрих Христофор Юстус Гёринг (нем. Friedrich Christoph Justus Göring; 1 мая 1780, Гроссцёберн, ныне в составе коммуны Бургштайн — 24 января 1847, Москва) — пастор лютеранской церкви святых Петра и Павла в Москве.
Брат лектора Московского университета Иоганна Христофора Гёринга

## Биография
Родился 13 мая 1780 года в Гроссцёберне  (нем.) в семье пастора. Получил среднее образование в гимназии в Хофе у Жан-Поля Рихтера, а высшее в университете Галле, где в 1797—1800 годах изучал филологию, богословие и педагогику и за рассуждение на богословскую тему получил медаль. По окончании образования был преподавателем в сиротском институте Франке в Галле.
В 1806 году он прибыл в Россию в качестве домашнего учителя в семье барона Клейста. В 1807 году был посвящён в пасторы в Митаве. Получив место проповедника Оренбургской линии (в Екатеринбурге), Гёринг заехал в Москву и остался здесь, приняв, по предложению пастора Гейдеке, должность ректора школы при Петропавловской церкви и помощника пастора. После смерти Гейдеке в 1811 году он занял его место по выбору прихожан.
Во время вторжения наполеоновских войск в пределы Российской империи Фридрих Гёринг не оставил свою паству, а затем участвовал в восстановлении сгоревшей во время московского пожара церкви: 13 декабря 1814 года была освящена обустроенная им часовня; 15 июня 1818 года заложена в присутствии прусского короля церковь святых апостолов Петра и Павла на новом месте — в переулке близ Маросейки, а 30 августа 1819 года церковь была освящена. В память постройки церкви прихожане поднесли Гёрингу бронзовый крест 1812 года.
В 1835—1840 годах он состоял членом комитета московского Библейского общества. С 30 декабря 1837 года он был духовным заседателем Московской консистории Евангелическо-лютеранской церкви, а  с 30 декабря 1838 года — советником консистории. Вышел в отставку 8 февраля 1842 года.
Умер 24 января (5 февраля) 1847 года и погребён на Введенском кладбище (могила утрачена). За несколько дней до смерти он уничтожил свои бумаги и дневник, который он вёл на протяжении многих лет.